# Norberto Luis Romero
Norberto Luis Romero (Lanús, Buenos Aires, 28 de julho de 1949) é um escritor, novelista, contista, professor de cinema e artista plástico hispano-argentino. Sua obra, publicada por editoriais como Valdemar de Madri, Laertes de Barcelona e Green Integer dos Estados Unidos, tem sido extensamente divulgada e traduzida ao inglês, alemão, francês e italiano. Em diversos idiomas, Romero tem publicados ao redor de 150 relatos em papel em revistas literárias, bem como uns cinquenta relatos em Internet.
Este autor aparece mencionado na História natural dos contos de medo como representante destacado do género fantástico no âmbito hispanoamericano: Romero «recreia em grande estilo inquietudes quotidianas, às vezes kafkianas, claustrofóbicas (no momento do unicórnio, 1996), e às vezes grotescamente desaforadas ("O banquete do señorito")».
O crítico Miguel Baquero tem assinalado como principal virtude do hispano-argentino: «Desde sua primeira novela, Signos de descomposição, [...] mostrou-se como um verdadeiro maestro à hora de estabelecer um ritmo "in crescendo" nas narrações, à hora de manter o pulso com uma firmeza espantosa em progressão contínua até o clímax final». Baquero tem assinalado assim mesmo como um de seus grandes méritos «a forma em que sabe criar os palcos de suas novelas: uns ambientes decadentes nos que se dá a mão o mais refinado e o mais sórdido da sociedade, os salões mais luxuosos e, a uns metros, as cloacas humanas mais imundas, as damiselas vestidas com mirinaques e os monstros circenses».
Seu livro de relatos Canção de berço para uma mosca doméstica recebeu o "Prêmio Tiflos de Contos" em 1995. Em 1998 recebeu o "Antonio Machado" de narrações breves. Também lhe foram concedidos os prêmios "Hucha de Prata", em sua convocação de 1994, e o "Cidade de Huelva" de 1996.

## Biografia
Após seu nascimento, sua família transladou-se a Córdoba (Argentina), em 1952. Em dita província, estudou o bacharelato no colégio "Albertinum", de Molinari, e mais tarde Belas Artes, na "Escola de Artes Emilio Caraffa", de Cosquín. Posteriormente, se matriculou na Escola de Cinema da Universidade Nacional de Córdoba, entre os anos 1969 e 1973, onde obteve os títulos de Professor em Educação Cinematográfica e Licenciado em Cinematografia. De 1973 a 1975 trabalhou na indústria do cinema de longa-metragem, como segundo ajudante de direção, em quatro filmes. Em agosto de 1975 emigrou a Espanha, e de ali passou a Londres, onde permaneceu uns meses. Mais tarde regressou a Madri, onde trabalhou em cinema de animação para a televisão e empresas privadas, e também em processos de planeamento de exposições e museus. Desde 2010, Romero alterna a escritura, principalmente de textos narrativos, com a realização de obra gráfica, especialmente colagens fotográficos. Em agosto de 2013, transladou-se a Alemanha, no que se prevê longa estadia.

## Obra
Devido ao género literário eleito já desde suas primeiras obras, o fantástico (às vezes terrível), Romero é comumente considerado escritor "raro", no sentido de estranho, mas também de original, no âmbito da literatura hispana. O crítico do diário O País Javier Goñi, com motivo da publicação de sua novela Ilha de sirenas (2002) afirmou ao respeito em seu resenha sobre a mesma: «É um escritor raro, por transgressor, incomum e por criar umas atmosferas claustrofóbicas e asfixiantes, que são como baixadas aos infernos da própria existência; encontra luz -e formosas gemas- no lado mais escuro de nossas vidas, ou mais bem das de suas personagens, que não são, certamente, seres convencionais, e sua literatura -excelente- é de grande originalidade, deudora em parte da literatura da transgressão, do grande teatro da cerimónia da confusão». Este autor, segue Goñi, cultiva de preferência as atmosferas turbias, os espaços asfixiantes, casa-las-prisões, as situações limite. Suas personagens, emblemáticos do lado mais escuro das relações familiares «movem-se em planos de irrealidade e fantasia que, muitas vezes, desazonan e desasosegan. [...] O sexo costuma estar desorbitado [...] e é desaforado, desquiçiante».
A novela Baixo o signo de Aries é comentada elogiosamente na revista literária Clarín, de Oviedo: «Novamente Norberto Luis Romero volta com esta história de intriga a pôr de manifesto a qualidade e bom fazer de um narrador posseedor de uma linguagem sólida, rigoroso, muitas vezes surpreendente, e de uma originalidade subugante e turbadora que faz de qualquer tema que toque uma leitura obrigada não só para esses leitores fiéis que seguimos sua obra religiosamente, sina para qualquer que queira acercar à literatura a secas».
A respeito de uma de suas últimas obras, a novela Terra de bárbaros (2011), Miguel Baquero, um dos críticos que mais atenção tem prestado ao hispano-argentino, sustentou em seu dia: «Como em suas novelas anteriores, nesta nova Terra de bárbaros Norberto Luis Romero cumpre à perfeição, e desde a primeira linha, a que eu acho que é, ou deve ser, a máxima irrenunciável de um novelista, como é construir um universo próprio e suficiente. Criar um mundo com consistência literária e introduzir ao leitor de cheio nele, o fazer envolvente (e no caso de Romero, perturbador) e sustentar essa ficção sem desmaio. No caso de Terra de bárbaros, num país habituado, como já se disse, pelas pugnas políticas, tudo parece mudar -desde depois no âmbito que cobre a novela- quando um dia umas raparigas ociosas da boa sociedade de Buenos Aires decidem entreter-se desenterrando uma velha momía índia...».
David G. Panadero comenta na revista digital Prótesis sua última novela, O lado oculto da noite: «[esta novela] apresenta-nos um mundo em noite eterna. Poderia ser nosso próprio mundo, mas há ligeiras diferenças. Uma guerra cíclica e absurda se debruça sobre esse mundo. Baixo o governo do déspota "homem gordo", um exército de extravagantes guardiãos atende aos poderosos, cujo único fim é saciar os mais ocultos apetites. O leitor é convidado a compreender este mundo e suas personagens de refilan, como se os visse pelo rabo do olho, já que a ficção segue seu ciclo imparável, e não se molesta em se justificar».
Mas é ao género breve ao que Romero tem dedicado quiçá mais esforço e talento. Sobre o que talvez seja seu livro de contos mais pessoal e conseguido, têm opinado Fernando Iwasaki e Javier Goñi: «O momento do unicornio é um livro que tem todas as virtudes das boas obras do género: histórias redondas e turbadoras com a intensidade justa, e escritas numa prosa elegante e pessoal que não renuncia a sua fala original sem cair na onda críptica ou habitual. E isso sim, com umas chaves próprias que dão sentido à fantasia e originalidade de Norberto Luis Romero». «O momento do unicornio é uma bellíssima e mórbida história, escatológica às vezes, feista outras, simbólica e decadentista sempre, necrofílica também, que sai ao encontro do leitor, para perturbarlo, para lhe desconcertar e lhe atrasar, para lhe entusiasmar».

### Novela
- The Obscure Side of the Night, Otis Books / Seismicity Editions, The Graduate Writing program Otis College of Art an Design, Los Angeles, Califórnia, 2015
- O lado oculto da noite, Traspiés, Vagamundos, Granada, 2012
- A noite do zepelín, (reedição em eBook), Literaturas Com Livros, Madri, 2011
- Terra de bárbaros, Editorial Parêntese, Sevilla, 2011
- Baixo o signo de Aries, Editorial Egales, Barcelona/Madri, 2005
- Cerimónia de máscaras, Laertes Editorial , Barcelona, 2003
- Ilha de sirenas, Valdemar, Madri, 2002
- A noite do zepelín, Valdemar, Madri, 1998
- Signos de descomposição, Valdemar, Madri, 1996

### Livros de contos
- Um re capriccioso e indolente, edição e tradução de Marta Graziani, Silvia Pellacani e Valentina Volpi. Ilustrações de Norberto Luis Romero, eBook, StreetLib/Dragomanni, Itália, 2014.
- Istantanee d'inquietudine, a cura dei Dajana Morelli, Edizioni Arco-íris, Salerno, Itália, 2012.
- Um estranho na garagem, com ilustrações de Santiago Lara, DelCentro editores, Madri, fevereiro, 2012
- O momento do unicornio, Edições Nobel, Oviedo, 1995 e Tropo Editores, Zaragoza, outubro, 2009
- The Arrival of Autumn in Constantinople, Tradução de H. E. Francis, Green Integer, Kobenhavn & os Anjos, 2010
- Emma Roulotte, é você, Editorial Eclipsados, Zaragoza, 2009 e (reedición em eBook), Literaturas Com Livros, Madri, 2012
- Criaturas voraces, com a edição e ilustrações de José-Joaquín Beeme, A Torre degli Arabeschi, Itália, 2009
- Capitão Seymour Seja, Edições Amargord, Madri, 2007
- O homem no olhador, com ilustrações de Valerio Vidali, Editorial Progresso, México, 2008
- The Last Night of Carnival, Tradução de H.e.francis, Leaping Dog Press, Califórnia, 2004
- Canção de berço para uma mosca doméstica, Prêmio Tiflos de Contos, ONZE, Madri, 1995
- Transgresiones, Primeiro prêmio de livro de contos, Edições Noega, Gijón e Alción Editora, Córdoba, Argentina, 1986.[1]

### Relatos em antologías (últimos anos)
- Um natal de morte. Ed. de Jorge Barco, relato "Velhos discos de massa", Editorial Origami, Jerez da Fronteira (Cádiz), 2012
- Bagliori estremi, Microfinzioni argentine contemporanee, Ed. e tradução ao italiano de Anna Boccuti, Edizioni Arco-íris, Salerno, 2012
- Náufragos em San Borondón, Ed. de Javier Vázquez Losada, relato "Para que não entrem as gitanas", Dance do Sol, Canárias, 2012
- Grandes microrrelatos de 2011, Selecção dos leitores, "Violência de género", A Internacional Microcuentista, 2012, Edição em PDF
- PERVERTIDOS, parafilias ilustradas, "Millie e Christine", Edições Traspiés, Granada, 2012
- Trippers from the crypt, Edição de Vicente Muñoz Álvarez, "Orquídeas", Vinalia Trippers, León, 2011
- Aquelarre, antología do conto de terror espanhol actual, Edição e prólogo de Antonio Rómar e Pablo Mazo Agüero, "O banquete do señorito", Salto de Página, Madri, 2010
- Perturbações, Antología do relato fantástico espanhol actual, Recopilación de Juan Jacinto Muñoz Rengel, "Capitão Seymour Seja", Editorial Salto de Página, Madri, 2009
- Vivo ou morto, Contos do Spaguetti Western, "Vos te llamás Ninguém, e sos o bom", Tropo Editores, Zaragoza, 2008
- O Arca, Bestiario moderno, Edição Cecilia Eudave & Salvador Luis. "A aranha", Os Noveles, Indentado Editora, (Chile), 2008
- Os Noveles, "Labuenavida", (Peru), 2008
- Tripulantes, Antología de hiperbreves, Edição de Vicente Muñoz Álvarez e David González, "Escolopendra Morsitans", Edit. Eclipsados, Zaragoza, 2007
- Duas vezes conto, Antologia de microrrelatos, 3ª ed., Edição de José Luis González, "Os caracoles escribidores", eunsa.es, 2007
- A maldição da tumba da momia, Edição de Antonio José Navarro, "O relicario de lady Inzúa". Valdemar, Madri, 2006
- Antología de conto fantástico, Seleção de Carlos Bustos, "Epífitas", "O nascimento de Fernando María", Edições Plenilunio, México, 2005
- «Os nomes efémeros», relato incluído no livro coletivo Tua pele em minha boca, Antología de relatos gays, Editorial Egales, Madri/Barcelona, 2005.[2]
- Duas vezes conto, Antologia de microrrelatos, 1ª e 2ª ed., Edição de José Luis González, "Os caracoles escribidores", Ed. Internacionais Universitárias, Madri, 1999
- Cidadãos de Fictícia, Seleção de Marcial Fernández, "Canção de berço para uma mosca doméstica", Biblioteca de conto “Anís do Macaco”, México, 2001
- Galeria de Hiperbreves. Edição do Círculo Cultural Faroni. "O conto chinês", Tusquets, Barcelona, 2001
- 25 anos narrações breves Antonio Machado, "A tabela do seis", Fund. Caminhos-de-ferro Espanhóis, 2001
- Antologia de Literatura Fantástica, "O lado oculto da noite", Artifex Edições, Madri, 2002
- Life and Limb, Edited by Gilbert alter Gilbert, "Snipers", Hi Jinx Press, Califórnia, 1996

## Obra gráfica
- "Escuro pássaro da insónia" (pasta com três collages e facsímil com conto homónimo. Edit. As portas do hacedor)
- "Sete muertitos" (caixa com sete postales, collages. Edit. As portas do hacedor)
- "Queridos morridos" (pasta com seis collages. Edit. As portas do hacedor)
- "Rito de passagem" (dois collages e edição facsímil do conto homónimo de Alejandro Badillo. Edit. As portas do hacedor)
- "Pavilhão de autópsias" (pasta com cinco collages. Edit. As portas do hacedor)
- "A morte chama duas vezes" (DelCentro Editores. Três collages para edição facsimilar)
- "A cruzada dos meninos" (pasta com nove collages, sobre o conto de Marcel Schwob. Edit. As portas do hacedor )
- "Anjos dolorosos" (pasta com quatro collages. Edit. As portas do hacedor)
- "Vicisitudes do anjo" (pasta com cinco collages. Edit. As portas do hacedor)
- "Hermanitos queridos" (pasta com quatro collages. Edit. As portas do hacedor)
- "O anjo da morte" (pasta com cinco collages. Edit. As portas do hacedor)
- "A família" (pasta com dez collages. Edit. As portas do hacedor)
- "A derrota" (VV.AA., antología Desahuciados, Vagamundos, Granada, 2013)
- "Nereidas" (Edit. As portas do hacedor, 2013)
- "O despellejador" (de Vicente Muñoz Álvarez, Edit. As portas do hacedor, 2013)[3][4]

1. ↑  Narrativas-Revista de narrativa contemporánea en castellano. «Narradores: Norberto Luis Romero»
2. ↑  En este libro también participan Luis Antonio de Villena, Marcelo Soto, Lawrence Schimel, Mario Merlino, Pablo Peinado, Eduardo Mendicutti, Antonio Jiménez Ariza, José Infante, Juan P. Herráiz, Francisco J. Gutiérrez, Luis G. Martín, Luis Deulofeu, Moncho Borrajo, Luis Algorri, Lluís Maria Todó y Leopoldo Alas Mínguez.
3. ↑  Norberto Luis Romero. «Relación obra gráfica». Página web del autor
4. ↑  Norberto Luis Romero. «Web de obra gráfica, collages, ilustraciones, cajas de postales»